# Chamaeleo dilepis
Chamaeleo dilepis е вид влечуго от семейство Хамелеонови (Chamaeleonidae).

## Разпространение
Видът е разпространен в Ангола, Ботсвана, Бурунди, Габон, Демократична република Конго, Екваториална Гвинея, Етиопия, Замбия, Зимбабве, Камерун, Кения, Малави, Мозамбик, Намибия, Руанда, Свазиленд, Сомалия, Танзания, Уганда и Южна Африка (Гаутенг, Квазулу-Натал, Лимпопо, Мпумаланга, Северен Кейп, Северозападна провинция и Фрайстат).